# کلارک‌فیلد (مینه‌سوتا)
کلارک‌فیلد، مینه‌سوتا (به انگلیسی: Clarkfield, Minnesota) یک شهر در ایالات متحده آمریکا است که در شهرستان یلو مدیسن، مینه‌سوتا واقع شده‌است.

## خصوصیات
کلارک‌فیلد ۲٫۸۲ کیلومترمربع مساحت و ۸۶۳ نفر جمعیت دارد و ۳۳۲ متر بالاتر از سطح دریا واقع شده‌است.